# هل سيتمكن أبطالنا من العثور على صديقهم الذي اختفى في ظروف غامضة في إفريقيا؟ (فيلم)
هل سيتمكن أبطالنا من العثور على صديقهم الذي اختفى في ظروف غامضة في أفريقيا؟ (بالإيطالية: Riusciranno i nostri eroi a ritrovare l'amico misteriosamente scomparso in Africa?)، هُو فيلم كوميدي إيطالي صدر سنة 1968 وأخرجه إيتوري سكولا.

## وصلات خارجية
- هل سيتمكن أبطالنا من العثور على صديقهم الذي اختفى في ظروف غامضة في أفريقيا؟ على موقع IMDb (الإنجليزية)
- هل سيتمكن أبطالنا من العثور على صديقهم الذي اختفى في ظروف غامضة في أفريقيا؟ على موقع ألو سيني (الفرنسية)
- هل سيتمكن أبطالنا من العثور على صديقهم الذي اختفى في ظروف غامضة في أفريقيا؟ على موقع أول موفي (الإنجليزية)
- هل سيتمكن أبطالنا من العثور على صديقهم الذي اختفى في ظروف غامضة في أفريقيا؟ على موقع فيلمافينيتي (الإسبانية)
- هل سيتمكن أبطالنا من العثور على صديقهم الذي اختفى في ظروف غامضة في أفريقيا؟ على موقع قاعدة بيانات الفيلم (الإنجليزية)
- هل سيتمكن أبطالنا من العثور على صديقهم الذي اختفى في ظروف غامضة في أفريقيا؟ على موقع ليتربوكسد (الإنجليزية)
- هل سيتمكن أبطالنا من العثور على صديقهم الذي اختفى في ظروف غامضة في أفريقيا؟ على موقع كينوبويسك (الروسية)